# Franc-maçonnerie Prince Hall

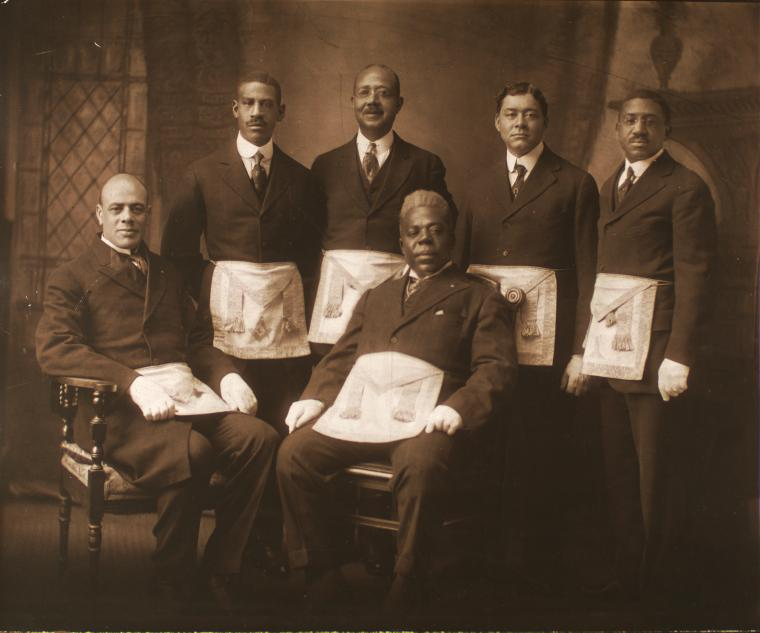
6 Membres de la loge de Carthage, dépendant de la branche Prince Hall.

La franc-maçonnerie Prince Hall (Prince Hall Freemasonry) est une branche de la franc-maçonnerie nord-américaine pour les Afro-Américains fondée par Prince Hall le 29 septembre 1784. Il existe deux branches principales de la franc-maçonnerie de Prince Hall, les grandes loges indépendantes de l'État, dont la plupart sont reconnues par les juridictions maçonniques régulières appartenant au courant de la Grande Loge unie d'Angleterre et celles sous juridiction de la National Grand Lodge (en). La franc-maçonnerie de Prince Hall est la plus ancienne et la plus grande à prédominance afro-américaine dans le monde. Elle compte 300 000 membres répartis dans le monde sur 4 500 loges.

## Contexte

### La situation des Afro-Américains et le compromis des textes fondateurs des États-Unis
Plusieurs Afro-Américains ont combattu aux côtés des insurgés lors de la guerre d'indépendance, on estime leur nombre à 5 000 répartis en trois régiments dirigés par des officiers afro-américains. Plusieurs de ces soldats se sont illustrés pour leurs hauts-faits militaires, et espéraient que leur dévouement à la cause de l'Indépendance serait récompensées par l'abolition de l'esclavage. Mais malgré le poids de Benjamin Franklin (lui-même franc-maçon et Père fondateur de la Nation) devenu président de la Pennsylvania Abolition Society et celui de toutes autres sociétés abolitionnistes qui ont présenté un mémoire au Congrès pour l'abolition de l'esclavage et la reconnaissance de la citoyenneté des Afro-Américains, l'abolition ne viendra pas. Sous la pression des riches propriétaires de plantations de la Caroline du Sud et de la Géorgie, afin d'éviter un éclatement entre les États du Sud et ceux du Nord, un compromis est établi par l'alinéa 1 de la section 9 de l'article premier de la Constitution des États-Unis. Il y est écrit : « L'immigration ou l'importation de telles personnes que l'un quelconque des États actuellement existants jugera convenable d'admettre ne pourra être prohibée par le Congrès avant l'année 1808, mais un impôt ou un droit n'excédant pas 10 dollars par tête pourra être levé sur cette importation. ». Cette disposition ambiguë autorise, sans reconnaître l'esclavage, l'importation d'esclaves, et donc de façon implicite le droit d'en posséder. Les deux textes fondateurs des États-Unis, la Déclaration d'indépendance de 1776 et la Constitution des États-Unis de 1787, grandement inspirés par la franc-maçonnerie sont équivoques, ils ne permettent ni aux esclavagistes ni aux abolitionnistes de s'y appuyer, laissant la porte ouverte aux débats.

### La franc-maçonnerie américaine
La franc-maçonnerie est arrivée en Amérique avec des migrants d'Angleterre principalement à Philadelphie et Boston. Philadelphie devient le cœur de la franc-maçonnerie américaine. La première mention de la présence maçonnique vient du journal d'un habitant de Philadelphie John Moore (1658-1732) où il note : « j'ai passé quelques soirées de cérémonies maçonniques avec mes frères maçons », journal publié quinze ans plus tard dans la  The Pennsylvania Gazette, dirigée par Benjamin Franklin (1706-90), futur grand maître de Pennsylvanie,.
L'appartenance à la franc-maçonnerie est considéré pour beaucoup de migrants comme un signe de respectabilité, qu'il était un homme habité par des valeurs humanistes et philanthropiques. George Washington lui-même est un des maîtres de la loge d'Alexandria, en Virginie comme d'autres Pères fondateurs. La franc-maçonnerie jouera un rôle important tant pour la guerre d'indépendance que pour la rédaction de la Déclaration d'indépendance et la Constitution des États-Unis,,.
Avant la guerre d'Indépendance, il y a une centaine de loges dont une cinquantaine de loges composées de militaires.

## Prince Hall et les divisions de la franc-maçonnerie
C'est dans ce contexte de ferveur révolutionnaire qu'émerge Prince Hall, déjà connu comme figure éminente des Afro-Américains de Boston, il se joint avec d'autres Afro-Américains aux révolutionnaires car pour lui la cause de la liberté pour les colons est identique à la cause de la liberté pour les esclaves afro-américains. Adhérent pleinement aux valeurs maçonniques de fraternité, d'humanisme et de tolérance, Prince Hall et quatorze autres Afro-Américains libres demandent à être reçus à la loge Saint Jean de Boston, première loge maçonnique officiellement reconnue par la Première Grande Loge d'Angleterre. Si certains francs-maçons comme Benjamin Franklin et Benjamin Rush demandent l'abolition de l'esclavage, la franc-maçonnerie comme la société américaine est divisée au sujet de l'institution de l'esclavage. Dans les années 1730, des francs-maçons blancs avaient été indignés que des Afro-Américains puissent avoir l'impudence de postuler au titre et qualité de franc-maçon. N'ayant pas pu être reçu au sein de la loge Saint Jean de Boston, lui et ses compagnons seront reçus et initiés par une loge de soldats britanniques basée à Boston.Le 6 mars 1775, la loge maçonnique no 441 de la British Army Lodge, procède à la cérémonie de réception au grade d'apprenti de Prince Hall et de ses quatorze compagnons, puis dans la foulée est créée la première loge maçonnique afro-américaine le 3 juillet 1775, l'African Lodge no 1. L'année 1775 est le début de la longue tradition d'affiliation maçonnique des Afro-Américains,,,.

### Un lieu de réflexion sur la condition des Afro-Américains
La franc-maçonnerie Prince Hall, en tant que telle naît après la mort de Prince Hall en 1807. Elle se développe très vite parmi les Afro-Américains car Prince Hall a pris la dimension d'une figure mythique. Il devient une figure des Afro-américains libres, la franc-maçonnerie Prince Hall devient un lieu de paroles et de réflexions pour la constitution d'une communauté afro-américaine forte qui puisse se faire entendre auprès des autorités. C'est ainsi que les grandes figures fondatrices du mouvement des droits civiques comme Richard Allen ou Absalom Jones feront partie des pères fondateurs. D'autres figures afro-américaines du début du 19e siècle en feront partie comme James Forten ou Theodore S. Wright.

### Une reconnaissance difficile
Les loges de la franc-maçonnerie Prince Hall parce qu'afro-américaines, seront condamnées en raison des mentalités racistes et ségrégationnistes, c'est pourquoi les Grandes Loges nord-américaines refuseront de reconnaître leur régularité et leur légitimité. Jusqu'en 1865 année de la promulgation du treizième amendement du 6 décembre 1865 abolissant l'esclavage la plupart des loges de la franc-maçonnerie Prince Hall se trouvent dans le nord, mais après la Guerre de Sécession, elles vont se développer dans le sud sous la direction de francs-maçons du nord participant à la politique dite de la Reconstruction,.

## Pour approfondir